# Nick Srnicek
Nick Srnicek est un philosophe, géographe et enseignant britannique. Formé à l'Université Western Ontario et titulaire d'un doctorat à la London School of Economics, il enseigne la géopolitique et la mondialisation à l'University College de Londres.
Il est l'auteur avec Alex Williams (alors doctorant à l'University of East London ) du Manifeste accélérationniste et de l'ouvrage Capitalisme de plateforme.

## Publications
- (en) Levin Bryant, Nick Srnicek et Graham Harman, The Speculative Turn : Continental Materialism and Realism, re.press, 2010, 430 p. (ISBN 978-0980668346)
- Nick Srnicek et Alex Williams (trad. Yves Citton, Cyrille Rivallan), Accélérons ! : manifeste pour une politique accélérationniste, Adespote, 2017, 32 p. (ISBN 9782955741436, lire en ligne)
- Nick Srnicek (trad. Philippe Blouin), Capitalisme de plateforme : l'hégémonie de l'économie numérique, Lux, 2018, 162 p. (ISBN 978-2895962809)